# Bølgeligningen
 Der er for få eller ingen kildehenvisninger i denne artikel, hvilket er et problem. Du kan hjælpe ved at angive troværdige kilder til de påstande, som fremføres i artiklen.

Bølgeligningen er en partiel andenordens differentialligning, der beskriver en bølges afhængighed af tid og sted.
I dens simpleste form er der tale om ligningen
{\displaystyle {\partial ^{2}u \over \partial t^{2}}=v^{2}{\frac {\partial ^{2}u}{\partial x^{2}}},}
hvor {\displaystyle u(x,t)} er bølgens amplitude, og {\displaystyle v} er dens udbredelseshastighed. Dette er en såkaldt hyperbolsk partiel differentialligning af anden orden, eftersom der er tale om andenafledte i forhold til hhv. {\displaystyle t} (tid) og {\displaystyle x} (sted).
Bølgeligningen beskriver amplitudens rum- og tidsudvikling, dvs. hvordan bølgens form ændres efterhånden som den udbredes. Løsningens konkrete form vil afhænge af randbetingelserne i problemet, som fx kan være bølgens form ved {\displaystyle t=0}.
Bølgeligningen er generel og beskriver alle bølgefænomener i fysikken. Bølgen kan være 1-dimensionel, som fx en simpel planbølge, 2-dimensionel som fx en membran, 3-dimensionel som fx et elektromagnetisk felt, eller højeredimensionel i mere komplicerede sammenhænge.

## Flere dimensioner
Hvis rummet bølgen befinder sig i har højere dimension end et, vil dens amplitude afhænge af flere stedkoordinater, hvis tilhørende afledte alle er med i differentialligningen. De stedafledte erstattes af Laplace-operatoren, og bølgeligningen bliver fx i 3 dimensioner
{\displaystyle \nabla ^{2}u({\vec {r}},t)-{\frac {1}{v^{2}}}{\frac {\partial ^{2}u({\vec {r}},t)}{\partial t^{2}}}=0.}

## Stående bølger
Tekst mangler, hjælp os med at skrive teksten

## Dispersion
Tekst mangler, hjælp os med at skrive teksten

## Elektromagnetiske felter
Tekst mangler, hjælp os med at skrive teksten

## Kovariant notation
Tekst mangler, hjælp os med at skrive teksten